# Giro d’Italia 2022
Der Giro d’Italia 2022 war die 105. Austragung der italienischen Grand Tour. Das Straßenradrennen startete am 6. Mai 2022 in Budapest und endete am 29. Mai 2022 mit einem Einzelzeitfahren in Verona.
Gesamtsieger wurde Jai Hindley (Bora-hansgrohe), der auch die 9. Etappe gewann.
Der amtierende Olympiasieger und Gesamtsieger von 2019 Richard Carapaz (Ineos Grenadiers) wurde Gesamtzweiter mit einem Rückstand von 1:18 Minuten.
Gesamtdritter mit einem Rückstand von 3:24 Minuten wurde Mikel Landa, dessen Team Bahrain Victorious die Mannschaftswertung gewann.
Arnaud Démare (Groupama-FDJ) gewann jeweils im Massensprint die fünfte, sechste sowie 13. Etappe und damit die Punktewertung.
Koen Bouwman (Jumbo-Visma) gewann die Bergwertung und mit der siebten sowie 19. Etappe zwei Bergetappen.
Der Gesamtzehnte und zehnmalige Träger der Maglia Rosa Juan Pedro López (Trek-Segafredo) gewann die Nachwuchswertung.
Die Sonderpreise verteilten sich wie folgt: Filippo Tagliani (Drone Hopper-Androni Giocattoli) gewann die Zwischensprintwertung. Sein Teamkollege Mattia Bais gewann die Ausreißerwertung. Der Sieger der 1. Etappe Mathieu van der Poel (Alpecin-Fenix) gewann den Kampfpreis. Bahrain Victorious, Cofidis und Team DSM führten die Fair-Play-Wertung an.

## Strecke

### Überblick
Insgesamt mussten auf den 21 Etappen 3449,6 Kilometer und 50.580 Höhenmeter zurückgelegt werden. Das ergab einen Tagesschnitt von rund 164,3 Kilometern. 2022 führte der Giro d’Italia neben Italien auch durch Ungarn und Slowenien. Auf dem Programm standen: sieben flache, sechs hüglige und sechs Bergetappen, von denen vier mit einer Bergankunft endeten. Zudem wurden zwei Etappen in Form von Einzelzeitfahren ausgetragen. Diese insgesamt 26,6 Kilometer, entsprachen allerdings der geringsten Anzahl an Zeitfahr-Kilometern seit dem Jahr 1962. Zudem wurden nur auf der 20. Etappe zwei Berganstiege bewältigt, die mindestens 2.000 Meter über den Meeresspiegel hinausgingen. Der höchste Punkt der Rundfahrt (Cima Coppi) war der Passo Pordoi mit einer Höhe von 2236 Metern. Aufgrund des Auslandstarts und der damit verbundenen Transport- und Transferwege umfasste die Rundfahrt drei Ruhetage.

### Streckenverlauf

#### Grande Partenza in Ungarn
Nach Jerusalem im Jahr 2018 erfolgte der Start der Rundfahrt im Jahr 2022 wieder außerhalb Italiens. Die ersten drei Etappen fanden in Ungarn statt. Ursprünglich war der Grande Partenza in Ungarn bereits im Jahr 2020 geplant gewesen, doch aufgrund der COVID-19-Pandemie hatten die Organisatoren des Rennens den Start auf die italienische Insel Sizilien verlegen müssen. Die für 2020 geplanten Etappen wurden in leicht veränderter Form für die 105. Austragung übernommen.
Am 6. Mai 2022 startete die erste Etappe in der ungarischen Hauptstadt Budapest und endete mit einem kurzen Schlussanstieg (5,5 km bei im Schnitt 4,2 %) nahe der Oberen Burg von Visegrád. Die zweite Etappe wurde in Form eines kurzen Einzelzeitfahrens (9,2 km) in Budapest ausgetragen. Die dritte und letzte Etappe in Ungarn führte von Kaposvár über 201 flache Kilometer an das Nordufer des Balaton und endete in Balatonfüred. Aufgrund des langen Transfers von Ungarn nach Sizilien, wurde bereits nach drei Tagen am 9. Mai der erste von drei Ruhetagen abgehalten.

#### Erste Woche: Von Sizilien in den Apennin
Am 10. Mai wurde die Rundfahrt mit einer Bergankunft auf dem Ätna bei der Schutzhütte Rifugio Sapienza (1892 m; 22,8 km bei im Schnitt 5,6 %) fortgesetzt. Die darauffolgende Etappe führte größtenteils entlang der sizilianischen Küste von Catania nach Messina, wobei die Fahrer über den Pass Portella Mandrazzi (1125 m) fahren mussten. Das Fahrerfeld verließ die Insel und führte die weiteren Etappen auf dem italienischen Festland fort, wo es von Palmi in Richtung Norden ging. Über Kalabrien und Basilikata erreichte die Rundfahrt am 14. Mai Neapel, wo eine flache Etappe auf einem Rundkurs stattfand. Auf der folgenden 9. Etappe fand die zweite Bergankunft im Apennin auf dem Blockhaus (1664 m) statt. Dieser Anstieg wurde zuletzt 2017 im Rahmen der 100. Austragung des Giro d’Italia befahren und hatte zu großen Abständen zwischen den Gesamtklassement-Fahrern geführt.

#### Zweite Woche: Von der Adria in die Alpen
Nach dem zweiten Ruhetag ging es entlang der Adria von Pescara aus in Richtung Norden. Anschließend wurde der Apennin in der Emilia-Romagna umfahren und die Fahrer erreichten in Genua die tyrrhenische Küste. Nun führte die Rundfahrt an den Rand der Westalpen, wobei nur auf der 15. Etappe eine Bergankunft auf dem Programm stand. Der Schlussanstieg nach Cogne (1611 m; 22,4 km bei im Schnitt 4,3 %), südlich des Aostatals, wies jedoch speziell im oberen Teil eher geringe Steigungsprozente auf. Am 23. Mai wurde der dritte und letzte Ruhetag abgehalten, ehe es in die letzte und entscheidende Woche ging.

#### Dritte Woche: Ostalpen, Dolomiten und Abschlusszeitfahren
In der dritten Woche nahmen die Schwierigkeiten der Rundfahrt deutlich zu. Bereits auf der 16. Etappe wurde auf dem Weg von Salò nach Aprica der berüchtigte Passo del Mortirolo (1854 m) überquert. Der Anstieg wurde jedoch von Edolo aus über die einfachere Südroute befahren, die bei einer Länge von 12,6 Kilometern eine durchschnittliche Steigung von 7,6 % aufwies. Auf der folgenden 17. Etappe befand sich das Ziel nach einem rund acht Kilometer langen Plateau in Lavarone. Zuvor wurde der 10 Kilometer lange Anstieg des Monte Rovere (1261 m) befahren, dessen Steigung im Schnitt bei fast 10 % lag. Die beiden anschließenden Etappen führten über flaches und hügeliges Terrain. Auf der 19. Etappe machte die Rundfahrt einen zweiten Abstecher ins Ausland und führte für rund 30 Kilometer durch Slowenien.
Die „Königsetappe“ wurde am 28. Mai im Rahmen der 20. Etappe in den Dolomiten ausgetragen. Von Belluno aus ging es über den Passo San Pellegrino (1918 m; 18,5 km bei im Schnitt 6,2 %) und den Passo Pordoi (2239 m; 11,8 km bei im Schnitt 6,8 %), ehe der Schlussanstieg auf den Passo Fedaia (2057 m) nahe der Marmolata begann. Dieser war 14 Kilometer lang mit einer durchschnittlichen Steigung von über 10 % auf den letzten fünf Kilometern. Die Entscheidung über den Rundfahrtsieg fiel im Abschlusszeitfahren der letzten Etappe am 29. Mai 2022. Die Strecke startete und endete in Verona und führte über 17,4 Kilometer und einen rund 300 Meter hohen Anstieg. Das Ziel befand sich nahe der Arena von Verona, wo der Sieger der Rundfahrt geehrt wurde.

### Etappenliste
Die folgende Tabelle zeigt die Etappen mit Datum, Start- und Zielort, Kategorisierung und Etappenlänge. Außerdem sind der Etappensieger und der jeweils Führende in der Gesamtwertung nach der Etappe angegeben. In der ersten Spalte sind die Einzelartikel zu jeder Etappe mit detaillierten Angaben zu Platzierung und Rennverlauf angegeben.
| Etappe     | Datum   | Etappenorte                                   | type                 | Länge (km) | Höhenmeter (m) | Etappensieger        | Gesamtführender      |
| ---------- | ------- | --------------------------------------------- | -------------------- | ---------- | -------------- | -------------------- | -------------------- |
| 1. Etappe  | 6. Mai  | Budapest – Visegrád                           | Flachetappe          | 195        | 900 m          | Mathieu van der Poel | Mathieu van der Poel |
| 2. Etappe  | 7. Mai  | Budapest – Budapest                           | Einzelzeitfahren     | 9,2        | 150 m          | Simon Yates          | Mathieu van der Poel |
| 3. Etappe  | 8. Mai  | Kaposvár – Balatonfüred                       | Flachetappe          | 201        | 890 m          | Mark Cavendish       | Mathieu van der Poel |
|            | 9. Mai  | 1. Ruhetag und Transfer nach Sizilien         | Ruhetag              |            |                |                      |                      |
| 4. Etappe  | 10. Mai | Avola – Ätna, Rifugio Sapienza                | Hochgebirgsetappe    | 172        | 3.500 m        | Lennard Kämna        | Juan Pedro López     |
| 5. Etappe  | 11. Mai | Catania – Messina                             | Flachetappe          | 174        | 1.200 m        | Arnaud Démare        | Juan Pedro López     |
| 6. Etappe  | 12. Mai | Palmi – Scalea                                | Flachetappe          | 192        | 900 m          | Arnaud Démare        | Juan Pedro López     |
| 7. Etappe  | 13. Mai | Diamante – Potenza                            | Mittelschwere Etappe | 196        | 4.510 m        | Koen Bouwman         | Juan Pedro López     |
| 8. Etappe  | 14. Mai | Neapel – Neapel                               | Hügelige Etappe      | 153        | 2.130 m        | Thomas De Gendt      | Juan Pedro López     |
| 9. Etappe  | 15. Mai | Isernia – Blockhaus                           | Hochgebirgsetappe    | 191        | 5.000 m        | Jai Hindley          | Juan Pedro López     |
|            | 16. Mai | 2. Ruhetag in Pescara                         | Ruhetag              |            |                |                      |                      |
| 10. Etappe | 17. Mai | Pescara – Jesi                                | Hügelige Etappe      | 196        | 1.760 m        | Biniam Girmay        | Juan Pedro López     |
| 11. Etappe | 18. Mai | Santarcangelo di Romagna – Reggio nell'Emilia | Flachetappe          | 203        | 480 m          | Alberto Dainese      | Juan Pedro López     |
| 12. Etappe | 19. Mai | Parma – Genua                                 | Hügelige Etappe      | 204        | 2.600 m        | Stefano Oldani       | Juan Pedro López     |
| 13. Etappe | 20. Mai | Sanremo – Cuneo                               | Flachetappe          | 150        | 1.450 m        | Arnaud Démare        | Juan Pedro López     |
| 14. Etappe | 21. Mai | Santena – Turin                               | Hügelige Etappe      | 147        | 3.000 m        | Simon Yates          | Richard Carapaz      |
| 15. Etappe | 22. Mai | Rivarolo Canavese – Cogne                     | Hochgebirgsetappe    | 177        | 3.980 m        | Giulio Ciccone       | Richard Carapaz      |
|            | 23. Mai | 3. Ruhetag in Salò                            | Ruhetag              |            |                |                      |                      |
| 16. Etappe | 24. Mai | Salò – Aprica                                 | Hochgebirgsetappe    | 202        | 5.250 m        | Jan Hirt             | Richard Carapaz      |
| 17. Etappe | 25. Mai | Ponte di Legno – Lavarone                     | Hochgebirgsetappe    | 168        | 3.730 m        | Santiago Buitrago    | Richard Carapaz      |
| 18. Etappe | 26. Mai | Borgo Valsugana – Treviso                     | Flachetappe          | 156        | 1.150 m        | Dries De Bondt       | Richard Carapaz      |
| 19. Etappe | 27. Mai | Marano Lagunare – Castelmonte                 | Mittelschwere Etappe | 178        | 3.230 m        | Koen Bouwman         | Richard Carapaz      |
| 20. Etappe | 28. Mai | Belluno – Marmolata                           | Hochgebirgsetappe    | 168        | 4.490 m        | Alessandro Covi      | Jai Hindley          |
| 21. Etappe | 29. Mai | Verona – Verona                               | Einzelzeitfahren     | 17,4       | 280 m          | Matteo Sobrero       | Jai Hindley          |

## Rennverlauf
Die 1. Etappe gewann Mathieu Van der Poel (Alpecin-Fenix) im Sprint bergauf und schlüpfte, ein Jahr nachdem er das Gelbe Trikot bei der Tour de France getragen hatte, ins Rosa Trikot. Zudem führte er auch die Berg- und Punktewertung an. Das Weiße Trikot des besten Nachwuchsfahrers ging an Biniam Girmay (Intermarché-Wanty-Gobert Matériaux), der sich dem Niederländer nur knapp geschlagen geben musste. Im Einzelzeitfahren der 2. Etappe setzte sich überraschend Simon Yates (BikeExchange-Jayco) durch. Mathieu Van der Poel verteidigte jedoch das Führungstrikot. Das Weiße Trikot übernahm Matteo Sobrero (BikeExchange-Jayco) und Rick Zabel (Israel-Premier Tech) schlüpfte ins Blaue Trikot des Bergbesten. Die 3. Etappe endete in einem Massensprint, den Mark Cavendish (Quick-Step Alpha Vinyl) vor Arnaud Démare (Groupama-FDJ) und Fernando Gaviria (UAE Team Emirates) gewann.
Nach dem ersten Ruhetag (Transfertag) auf die italienische Insel Sizilien folgte die 4. Etappe. Diese erste Bergankunft auf dem Ätna gewann Lennard Kämna (Bora-Hansgrohe) aus einer Fluchtgruppe und übernahm das Bergtrikot. Das Rosa Trikot ging an Juan Pedro López (Trek-Segafredo), der im Sprint mit Lennard Kämna Platz zwei belegte. Tom Dumoulin, Tobias Foss (beide Jumbo-Visma) und Vincenzo Nibali (Astana Qazaqstan) verloren viel Zeit und fielen in der Gesamtwertung zurück. Ein weiterer Favorit auf den Rundfahrt-Sieg, Miguel Ángel López (Astana Qazaqstan) musste den Giro d’Italia verletzungsbedingt aufgeben. Die 5. Etappe gewann Arnaud Démare im Sprint, nachdem Caleb Ewan (Lotto Soudal) und Mark Cavendish (Quick-Step Alpha Vinyl) auf einem frühen Anstieg abgehängt worden waren. Arnaud Démare übernahm das Violette Trikot des führenden in der Punktewertung und gewann anschließend auch die 6. Etappe. Auf der 7. Etappe setzte sich Koen Bouwman (Jumbo-Visma) in einer Ausreißergruppe durch und übernahm das Blaue Trikot. Auch auf der 8. Etappe kam die Fluchtgruppe durch und Thomas de Gendt (Lotto Soudal) gewann die Etappe in Neapel. Auf der 9. Etappe stand die zweite Bergankunft auf dem Blockhaus auf dem Programm. Bereits am Fuße des Anstiegs wurden Simon Yates und Wilco Kelderman (Bora-Hansgrohe) abgehängt und verloren viel Zeit auf die anderen Favoriten. Mit Richard Carapaz (Ineos Grenadiers), Mikel Landa (Bahrain Victorious), Romain Bardet (DSM), João Almeida (UAE Team Emirates), Jai Hindley (Bora-Hansgrohe) und Domenico Pozzovivo (Intermarché-Wanty-Gobert Matériaux) erreichten sechs Fahrer Zeitgleich das Ziel. Im Sprint setzte sich Jai Hindley durch. Juan Pedro López verlor über eine Minute aber verteidigte das Rosa Trikot und lag nun 12 Sekunden vor seinem ersten Verfolger. In der Bergwertung übernahm Diego Rosa (Eolo-Kometa) die Führung.
Nach dem zweiten Ruhetag gewann Biniam Girmay als erster Fahrer aus Eritrea eine Etappe beim Giro d’Italia. Er setzte sich auf der 10. Etappe im Sprint aus einem reduzierten Hauptfeld vor Mathieu Van der Poel durch und kam in der Punktewertung auf drei Punkte an Arnaud Démare heran. Bei der anschließenden Siegerehrung verletzte sich Biniam Girmay jedoch beim Öffnen der Prosecco-Flasche am Auge und musste den Giro d’Italia vorzeitig beenden. Die 11. Etappe gewann Alberto Dainese (DSM) im Massensprint vor Fernando Gaviria und Simone Consonni (Cofidis) und war somit der erste Italiener, der eine Etappe der 105. Austragung seiner Landesrundfahrt gewann. Auf der folgenden 12. Etappe siegte mit Stefano Oldani (Alpecin-Fenix) ein weiterer Italiener aus einer Fluchtgruppe. Wilco Kelderman und Lucas Hamilton (BikeExchange-Jayco) befanden sich ebenfalls in der Ausreißergruppe des Tages und machten acht Minuten auf Juan Pedro López, den Mann in Rosa, gut und brachten sich im Kampf um die Gesamtwertung wieder in Stellung. Caleb Ewan (Lotto Soudal) ging bei dem Tagesabschnitt, der nach Genua führte, nicht mehr an den Start. Die 13. Etappe endete erneut in einem Massensprint, nachdem die Fluchtgruppe auf dem letzten Kilometer gestellt wurde. Arnaud Démare feierte seinen dritten Sieg und führte nun mit einem Vorsprung von über 100 Punkten die Punktewertung an. Sein Landsmann Romain Bardet, der in der Gesamtwertung auf Platz vier lag, musste die Etappe krankheitsbedingt früh beenden und erreichte das Ziel in Cuneo nicht.
Auf der 14. Etappe, die um Turin ausgetragen wurde, kam es erneut zum Kampf zwischen den Gesamtklassement-Fahrern. Das Team Bora-Hansgrohe schlug bereits früh bei hohen Temperaturen ein hohes Tempo an und reduzierte das Hauptfeld auf wenige Fahrer. Auf dem finalen Rundkurs verloren mehr und mehr Fahrer den Kontakt und es bildete sich eine Gruppe in der mit dem Gesamtführenden Juan Pedro López, Richard Carapaz, João Almeida, Jai Hindley, Mikel Landa, Domenico Pozzovivo, Emanuel Buchmann (Bora-Hansgrohe), Pello Bilbao (Bahrain-Victorious), Vincenzo Nibali und Simon Yates nur zehn Fahrer vertreten waren. Nach einem Angriff von Richard Carapaz schlossen Jai Hindley, Vincenzo Nibali und Simon Yates im letzten Anstieg zu dem Ecuadorianer auf, ehe sich Simon Yates lösen konnte und Solo seinen zweiten Etappensieg im Rahmen der 105. Austragung des Giro d’Italia feierte. Richard Carapaz übernahm das Rosa Trikot von Juan Pedro López, der 28 Kilometer vor dem Ziel auf dem vorletzten Anstieg den Kontakt zu der Gruppe verloren hatte, über vier Minuten einbüßte und in der Gesamtwertung auf Platz 9 abrutschte. Die Nachwuchswertung übernahm João Almeida, der 24 Sekunden hinter Richard Carapaz das Ziel erreichte und nun in der Gesamtwertung hinter Jai Hindley auf Platz drei lag. Alle weiteren Fahrer, die hinter dem zehnten Juan Pedro López das Ziel erreichten, verloren über neun Minuten auf den Tagessieger. Arnaud Démare und Riego Rosa erreichten das Ziel im vorgegebenen Zeitlimit und behielten ihre Wertungstrikots. Die 15. Etappe, die die Fahrer zum ersten Mal im Jahr 2022 in die Alpen führte, gewann Giulio Ciccone (Trek-Segafredo) und es kam zu keinen großen Änderungen im Gesamtklassement.
Nach dem dritten Ruhetag ging es in die dritte und letzte Woche. Auf der 16. Etappe gewann Jan Hirt (Intermarché-Wanty-Gobert Matériaux) aus einer Ausreißergruppe und schob sich in der Gesamtwertung unter die besten zehn. Im Schlussanstieg des Valico di Santa Cristina lösten sich Jai Hindley, Mikel Landa und der Gesamtführende Richard Carapaz von den anderen Favoriten und erreichten das Ziel in Aprica gemeinsam. Aufgrund der Bonussekunden lag Jai Hindley nach der Etappe nur noch drei Sekunden hinter Richard Carapaz, der das Rosa Trikot verteidigte. In der Gesamtwertung lagen mit Richard Carapaz, Jai Hindley (+0:02 min), João Almeida (+0:44 min) und Mikel Landa (+0:59 min) immer noch vier Fahrer innerhalb von einer Minute. Der fünftplatzierte Domenico Pozzovivo hatte bereits einen Rückstand von drei Minuten und 40 Sekunden. Auf der 17. Etappe kam ebenfalls die Fluchtgruppe durch und Santiago Buitrago (Bahrain Victorious) sicherte sich den Etappensieg. Dahinter kristallisierten sich Richard Carapaz, Jai Hindley und Mikel Landa als die Favoriten auf den Gesamtsieg heraus. Die 18. Etappe bot die letzte Möglichkeit für die Sprinter auf einen Etappensieg. Es setzte sich jedoch erneut eine vierköpfige Ausreißergruppe durch, in der Dries de Bondt (Alpecin-Fenix) zum Sieg sprintete. João Almeida, der in der Gesamtwertung mit knapp zwei Minuten Rückstand auf Platz vier lag, konnte die Etappe aufgrund eines positiven COVID-19 Tests nicht in Angriff nehmen und Juan Pedro López übernahm die Nachwuchswertung. Auch auf der 19. Etappe gewann Koen Bouwman seine zweite Etappe aus der Fluchtgruppe und sicherte sich rein rechnerisch auch die Bergwertung. Der Schlussanstieg nach Castelmonte führte im Kampf um den Gesamtsieg zu keiner Vorentscheidung.
Auf der 20. Etappe kam es zur Entscheidung in der Gesamtwertung. Im Schlussanstieg des Passo Fedaia setzte sich Jai Hindley von Richard Carapaz ab und fuhr fast eineinhalb Minuten heraus. Er übernahm das Rosa Trikot und hatte nun einen Vorsprung von einer Minute und 25 Sekunden auf den Ecuadorianer. Mikel Landa blieb auf Platz drei (+1:51 min). Den Tagessieg sicherte sich Alessandro Covi (UAE Team Emirates) aus einer Fluchtgruppe. Im Abschluss-Zeitfahren der 21. Etappe verteidigte Jai Hindley das Rosa Trikot und gewann als erster Australier den Giro d’Italia vor Richard Carapaz (+1:18 min) und Mikel Landa (+3:24 min). Sieger der letzten Etappe war der italienische Zeitfahrmeister Matteo Sobrero.

## Reglement und Preisgelder
Das Rennen wurde nach dem Reglement der Union Cycliste Internationale (UCI) für Etappenrennen ausgetragen. Der Veranstalter RCS Sport legte im Einklang hiermit ein Sonderreglement fest, aus dem sich die Höhe der Preisgelder (Gesamthöhe ca. 1.500.000 Euro) und die Kriterien für die Vergabe der Sonderwertungen ergaben (die Gesamtwertung und die Mannschaftswertung ergaben sich aus dem Reglement der UCI), wie nachfolgend beschrieben.

### Etappenkategorien und Karenzzeit
Der Veranstalter teilte die Etappen in fünf Kategorien ein, die für die Karenzzeit von Bedeutung waren:
- Kategorie a: Etappen ohne besondere Schwierigkeit (1., 3., 11. und 18. Etappe) mit einer Karenzzeit zwischen 7 % bei einer Siegergeschwindigkeit unter 40 km/h und 10 % bei einer Siegergeschwindigkeit über 45 km/h,
- Kategorie b: Etappen mit geringer Schwierigkeit (5., 6., 8. und 13. Etappe) mit einer Karenzzeit zwischen 9 % bei einer Siegergeschwindigkeit unter 37 km/h und 11 % bei einer Siegergeschwindigkeit über 41 km/h,
- Kategorie c: Etappen mit mittlerer Schwierigkeit (10. und 12. Etappe) mit einer Karenzzeit zwischen 11 % bei einer Siegergeschwindigkeit unter 35 km/h und 13 % bei einer Siegergeschwindigkeit über 39 km/h,
- Kategorie d: Etappen mit hoher Schwierigkeit (4., 7., 9., 14., 15., 16., 17., 19. und 20. Etappe) mit einer Karenzzeit zwischen 16 % bei einer Siegergeschwindigkeit unter 30 km/h bei Etappen über 150 km und 22 % bei einer Siegergeschwindigkeit über 34 km/h bei Etappen unter 150 km sowie
- Kategorie e: Zeitfahren (2. und 21. Etappe) mit einer Karenzzeit von 30 % der Siegerzeit.

Die Etappenkategorien waren auch bedeutend für die Punktewertung.

### Etappen
Die ersten zwanzig Fahrer einer Etappe erhielten insgesamt 27.540 Euro Preisgelder, darunter der Etappensieger 11.010 Euro.

### Gesamtwertung
Der Führende der Gesamtwertung trug die Maglia Rosa. Die Gesamtwertung ergab sich wie stets bei internationalen Etappenrennen aus der Addition der gefahrenen Zeiten. Zusätzlich gab es bei den Etappen – außer den Zeitfahretappen – 10, 6 und 4 Sekunden Zeitbonifikation sowie auf dem zweiten Zwischensprint einer jeden Etappe (Bonussprint) 3, 2 und 1 Sekunde.
Der Gesamtsieger erhielt 265.668 Euro, der Zweite 133.412 Euro und der Dritte 68.801 Euro (jeweils aus zwei Preisgeldtöpfen). Preise wurden bis Platz 20 der Gesamtwertung vergaben. Der Träger der Maglia Rosa erhielt 2.000 Euro täglich.

### Punktewertung
Der Führende der Punktewertung trug die Maglia Ciclamino. Für diese Wertung wurden bei den Etappenzielen und den jeweils ersten Zwischensprint eine jeden Etappe (Punktewertungssprint) Punkte abhängig von der Kategorie der Etappe nach folgendem Schema vergaben:
| Kategorie                                | 1. | 2. | 3. | 4. | 5. | 6. | 7. | 8. | 9. | 10. | 11. | 12. | 13. | 14. | 15. |
| ---------------------------------------- | -- | -- | -- | -- | -- | -- | -- | -- | -- | --- | --- | --- | --- | --- | --- |
| a und b (einfache Etappen)               | 50 | 35 | 25 | 18 | 14 | 12 | 10 | 8  | 7  | 6   | 5   | 4   | 3   | 2   | 1   |
| c (mittelschwere Etappen)                | 25 | 18 | 12 | 8  | 6  | 5  | 4  | 3  | 2  | 1   |     |     |     |     |     |
| d und e (schwere Etappen und Zeitfahren) | 15 | 12 | 9  | 7  | 6  | 5  | 4  | 3  | 2  | 1   |     |     |     |     |     |
| erster Zwischensprint einer Etappe       | 12 | 8  | 6  | 5  | 4  | 3  | 2  | 1  |    |     |     |     |     |     |     |

Der Tagessieger der Punktewertung erhielt 700 Euro und der Träger der Maglia Ciclamino 750 Euro täglich. Die fünf besten des abschließenden Klassements erhielten zwischen 10.000 und 3.000 Euro.

### Bergwertung
Der Führende in der Bergwertung trug die Maglia Azzurra. Für diese Wertung wurden bei der Überquerung kategorisierter Anstiege Punkte nach folgendem Schema vergaben:
| Kategorie  | 1. | 2. | 3. | 4. | 5. | 6. | 7. | 8. | 9. |
| ---------- | -- | -- | -- | -- | -- | -- | -- | -- | -- |
| Cima Coppi | 50 | 30 | 20 | 14 | 10 | 6  | 4  | 2  | 1  |
| 1          | 40 | 18 | 12 | 9  | 6  | 4  | 2  | 1  |    |
| 2          | 18 | 8  | 6  | 4  | 2  | 1  |    |    |    |
| 3          | 9  | 4  | 2  | 1  |    |    |    |    |    |
| 4          | 3  | 2  | 1  |    |    |    |    |    |    |

Der Tagessieger der Bergwertung erhielt 700 Euro und der Träger der Maglia Azzurra 750 Euro täglich. Die fünf besten des abschließenden Klassements erhielten insgesamt 15.000 Euro, darunter der Sieger 5.000 Euro.

### Nachwuchswertung
Für die Fahrer, die nach dem 1. Januar 1997 geboren wurden, wurde auf Basis der Gesamtwertung die Nachwuchswertung errechnet, deren Führender mit der Maglia Bianca ausgezeichnet wurde.
Der Träger der Maglia Bianca erhielt täglich 750 Euro. Die fünf besten des abschließenden Klassements erhielten zwischen 10.000 und 2.000 Euro.

### Mannschaftswertung
Die Mannschaftswertung ergab sich aus der Addition der Tageszeiten der jeweils drei besten Fahrer des Teams.
Das Tagessiegerteam erhielt 500 Euro. Die fünf besten des abschließenden Klassements erhielten zwischen 5.000 und 1.000 Euro.

### Sonderpreise
Daneben gab es noch folgende Sonderpreise:
- Zwischensprintwertung (Traguardi Volanti): Auf jeder Etappe (außer Zeitfahren) erhielten die ersten fünf Fahrer bei den beiden Zwischensprints (Punktewertungssprint und Bonussprint) jeweils 10, 6, 3, 2, und einen Punkt. Der Sieger eines Sprints erhielt 500 Euro, der Gesamtsieger 8.000 Euro.
- Ausreißer-Wertung (Premio Fuga): Sieger wurde der Fahrer, der im gesamten Rennen am längsten in Ausreißergruppen (in einer Gruppe von maximal zehn Fahrern) aktiv ist. Der Tagessieger erhielt 150 Euro, der Gesamtsieger 4.000 Euro.
- Fair Play-Wertung: Grundlage für diese Mannschaftswertung war ein Punktesystem, bei dem es galt, möglichst wenig Punkte zu sammeln. Beispielsweise wurde eine Geldbuße in einen Strafpunkt je 10 Schweizer Franken umgerechnet, Zeitstrafen bringen zwei Punkte je Sekunde, eine Deklassierung 100 Punkte und ein positiver Dopingtest 2.000 Punkte. Das Siegerteam erhielt 5.000 Euro.
- Kamppreis (Premio combativitá) war eine Kombinationswertung, für die Punkte bei allen Etappenankünften, Zwischensprints und Bergwertungsabnahmen vergeben wurden. Der Gesamtsieger erhielt 4.000 Euro.

## Teilnehmende Teams und Fahrer
Zum Start berechtigt und verpflichtet waren die 18 UCI WorldTeams. Als punktbestes UCI ProTeam der UCI-Weltrangliste 2021 qualifizierte sich die belgische Mannschaft Alpecin-Fenix, die die Einladung annahm. Zusätzlich vergab der Veranstalter RCS Sport drei Wildcards an die italienischen ProTeams Bardiani CSF Faizanè, Eolo-Kometa und Drone Hopper-Androni Giocattoli.
| WorldTeams (18)- AG2R Citroën Team - Astana Qazaqstan Team - Bahrain Victorious - Bora-Hansgrohe - BikeExchange-Jayco - Cofidis - Team DSM - EF Education-EasyPost - Groupama-FDJ - Ineos Grenadiers - Intermarché-Wanty-Gobert Matériaux - Israel-Premier Tech - Jumbo-Visma - Lotto-Soudal - Movistar Team - Quick-Step Alpha Vinyl - Trek-Segafredo - UAE Team Emirates ProTeams (4)- Alpecin-Fenix - Bardiani-CSF-Faizanè - Drone Hopper-Androni Giocattoli - Eolo-Kometa |
| |

Gesamtwertung
Wie jedes Jahr startete eine Reihe von guten Klassementfahrern, die sich im Kampf um das Rosa Trikot Chancen ausrechnen konnten, bei dem Giro d’Italia. Als einer der Top-Favoriten galt der Olympiasieger von 2021 Richard Carapaz (Ineos Grenadiers), der die Rundfahrt bereits 2019 für sich entscheiden konnte. Auch Simon Yates (Team BikeExchange-Jayco) nahm das Rennen wieder in Angriff. Der Brite hatte im Jahr 2018 das Rosa Trikot über zwölf Tage hinweg getragen, ehe er es zwei Tage vor Schluss noch verlor und aus den Top 10 fiel. Im vergangenen Jahr belegte Simon Yates in der Gesamtwertung Platz 3. Mit Miguel Ángel López (Astana Qazaqstan Team), Wilco Kelderman und Jai Hindley (beide Bora-Hansgrohe) standen drei weitere ehemalige Podest-Fahrer am Start. Auch João Almeida kehrte für seine neue Mannschaft, das UAE Team Emirates, zur „Corsa Rosa“ zurück. Der Portugiese hatte in den letzten zwei Jahren gute Resultate im Gesamtklassement erzielt und sollte 2022 als klarer Leader seines Teams an den Start gehen. Auch Tom Dumoulin (Jumbo-Visma), der den Giro im Jahr 2017 gewonnen hatte, startete bei der Rundfahrt. Im Vorfeld der Rundfahrt überzeugte er jedoch nicht und musste sich die Kapitänsrolle mit seinem Teamkollegen Tobias Foss teilen. Ein weiterer Fahrer, der in der Gesamtwertung eine große Rolle spielen konnte, war Romain Bardet (Team DSM), der wenige Tage vor der Italien-Rundfahrt die Tour of the Alps gewann.
Weitere Gesamtklassement-Fahrer die am Start der Rundfahrt standen waren: Mikel Landa, Pello Bilbao (beide Bahrain Victorious), Alejandro Valverde (Movistar Team) Emanuel Buchmann (Bora-Hansgrohe), Hugh Carthy (EF Education-EasyPost), Giulio Ciccone, Bauke Mollema (beide Trek-Segafredo), Guillaume Martin (Cofidis) und Attila Valter (Groupama-FDJ).
Auch am Start stand der zweifache Giro-d’Italia-Sieger Vincenzo Nibali (Astana Qazaqstan Team). Es war jedoch unklar, ob er auf eigene Ambitionen fahren durfte oder ob er seinen Teamkapitän unterstützen würde.

## Wertungen im Verlauf
| Etappe         | Etappensieger        | Gesamtwertung Maglia Rosa | Punktewertung Maglia Ciclamino | Bergwertung Maglia Azzurra   | Nachwuchswertung Maglia Bianca | Teamwertung                        |
| -------------- | -------------------- | ------------------------- | ------------------------------ | ---------------------------- | ------------------------------ | ---------------------------------- |
| 1              | Mathieu van der Poel | Mathieu van der Poel      | Mathieu van der Poel (1) (3)   | Mathieu van der Poel (2) (4) | Biniam Girmay                  | Ineos Grenadiers                   |
| 2              | Simon Yates          | Mathieu van der Poel      | Mathieu van der Poel (1) (3)   | Mathieu van der Poel (2) (4) | Matteo Sobrero                 | Jumbo-Visma                        |
| 3              | Mark Cavendish       | Mathieu van der Poel      | Mathieu van der Poel (1) (3)   | Rick Zabel                   | Matteo Sobrero                 | Jumbo-Visma                        |
| 4              | Lennard Kämna        | Juan Pedro López          | Mathieu van der Poel (1) (3)   | Lennard Kämna                | Juan Pedro López (5) (6)       | Bora-hansgrohe                     |
| 5              | Arnaud Démare        | Juan Pedro López          | Arnaud Démare                  | Lennard Kämna                | Juan Pedro López (5) (6)       | Bora-hansgrohe                     |
| 6              | Arnaud Démare        | Juan Pedro López          | Arnaud Démare                  | Lennard Kämna                | Juan Pedro López (5) (6)       | Bora-hansgrohe                     |
| 7              | Koen Bouwman         | Juan Pedro López          | Arnaud Démare                  | Koen Bouwman                 | Juan Pedro López (5) (6)       | Trek-Segafredo                     |
| 8              | Thomas De Gendt      | Juan Pedro López          | Arnaud Démare                  | Koen Bouwman                 | Juan Pedro López (5) (6)       | Intermarché-Wanty-Gobert Matériaux |
| 9              | Jai Hindley          | Juan Pedro López          | Arnaud Démare                  | Diego Rosa                   | Juan Pedro López (5) (6)       | Bora-hansgrohe                     |
| 10             | Biniam Girmay        | Juan Pedro López          | Arnaud Démare                  | Diego Rosa                   | Juan Pedro López (5) (6)       | Bora-hansgrohe                     |
| 11             | Alberto Dainese      | Juan Pedro López          | Arnaud Démare                  | Diego Rosa                   | Juan Pedro López (5) (6)       | Bora-hansgrohe                     |
| 12             | Stefano Oldani       | Juan Pedro López          | Arnaud Démare                  | Diego Rosa                   | Juan Pedro López (5) (6)       | Intermarché-Wanty-Gobert Matériaux |
| 13             | Arnaud Démare        | Juan Pedro López          | Arnaud Démare                  | Diego Rosa                   | Juan Pedro López (5) (6)       | Intermarché-Wanty-Gobert Matériaux |
| 14             | Simon Yates          | Richard Carapaz           | Arnaud Démare                  | Diego Rosa                   | João Almeida                   | Bora-hansgrohe                     |
| 15             | Giulio Ciccone       | Richard Carapaz           | Arnaud Démare                  | Koen Bouwman                 | João Almeida                   | Bora-hansgrohe                     |
| 16             | Jan Hirt             | Richard Carapaz           | Arnaud Démare                  | Koen Bouwman                 | João Almeida                   | Bora-hansgrohe                     |
| 17             | Santiago Buitrago    | Richard Carapaz           | Arnaud Démare                  | Koen Bouwman                 | João Almeida                   | Bahrain-Victorious                 |
| 18             | Dries de Bondt       | Richard Carapaz           | Arnaud Démare                  | Koen Bouwman                 | Juan Pedro López               | Bahrain-Victorious                 |
| 19             | Koen Bouwman         | Richard Carapaz           | Arnaud Démare                  | Koen Bouwman                 | Juan Pedro López               | Bahrain-Victorious                 |
| 20             | Alessandro Covi      | Jai Hindley               | Arnaud Démare                  | Koen Bouwman                 | Juan Pedro López               | Bahrain-Victorious                 |
| 21             | Matteo Sobrero       | Jai Hindley               | Arnaud Démare                  | Koen Bouwman                 | Juan Pedro López               | Bahrain-Victorious                 |
| Wertungssieger | Wertungssieger       | Jai Hindley               | Arnaud Démare                  | Koen Bouwman                 | Juan Pedro López               | Bahrain Victorious                 |

## Endstände
| \| Gesamtwertung \| Gesamtwertung \| Gesamtwertung \| Gesamtwertung \| Gesamtwertung \| \| Fahrer \| Fahrer \| Land \| Team \| Zeit \| \| ------------- \| ------------------ \| ---------------------- \| ---------------------------------- \| ----------------- \| \| 1. \| Jai Hindley \| Australien \| Bora-Hansgrohe \| 86 h 31 min 14 s \| \| 2. \| Richard Carapaz \| Ecuador \| Ineos Grenadiers \| + 1 min 18 s \| \| 3. \| Mikel Landa \| Spanien \| Bahrain Victorious \| + 3 min 24 s \| \| 4. \| Vincenzo Nibali \| Italien \| Astana Qazaqstan Team \| + 9 min 02 s \| \| 5. \| Pello Bilbao \| Spanien \| Bahrain Victorious \| + 9 min 14 s \| \| 6. \| Jan Hirt \| Tschechien \| Intermarché-Wanty-Gobert Matériaux \| + 9 min 28 s \| \| 7. \| Emanuel Buchmann \| Deutschland \| Bora-Hansgrohe \| + 13 min 19 s \| \| 8. \| Domenico Pozzovivo \| Italien \| Intermarché-Wanty-Gobert Matériaux \| + 17 min 29 s \| \| 9. \| Hugh Carthy \| Vereinigtes Königreich \| EF Education-EasyPost \| + 17 min 54 s \| \| 10. \| Juan Pedro López \| Spanien \| Trek-Segafredo \| + 18 min 40 s \| \| 11. \| Alejandro Valverde \| Spanien \| Movistar Team \| + 23 min 24 s \| \| 12. \| Santiago Buitrago \| Kolumbien \| Bahrain Victorious \| + 24 min 23 s \| \| 13. \| Lucas Hamilton \| Australien \| BikeExchange-Jayco \| + 28 min 02 s \| \| 14. \| Guillaume Martin \| Frankreich \| Cofidis \| + 28 min 37 s \| \| 15. \| Lorenzo Fortunato \| Italien \| Eolo-Kometa \| + 33 min 15 s \| \| 16. \| Pavel Sivakov \| Frankreich \| Ineos Grenadiers \| + 41 min 43 s \| \| 17. \| Wilco Kelderman \| Niederlande \| Bora-Hansgrohe \| + 41 min 45 s \| \| 18. \| Thymen Arensman \| Niederlande \| Team DSM \| + 42 min 31 s \| \| 19. \| Lennard Kämna \| Deutschland \| Bora-Hansgrohe \| + 43 min 58 s \| \| 20. \| Sam Oomen \| Niederlande \| Jumbo-Visma \| + 1 h 04 min 22 s \| |                    |                        |                                    |                   |
| |                    |                        |                                    |                   |
| Quelle: ProCyclingStats |                    |                        |                                    |                   |
| Gesamtwertung |                    |                        |                                    |                   |
| Fahrer | Fahrer             | Land                   | Team                               | Zeit              |
| 1. | Jai Hindley        | Australien             | Bora-Hansgrohe                     | 86 h 31 min 14 s  |
| 2. | Richard Carapaz    | Ecuador                | Ineos Grenadiers                   | + 1 min 18 s      |
| 3. | Mikel Landa        | Spanien                | Bahrain Victorious                 | + 3 min 24 s      |
| 4. | Vincenzo Nibali    | Italien                | Astana Qazaqstan Team              | + 9 min 02 s      |
| 5. | Pello Bilbao       | Spanien                | Bahrain Victorious                 | + 9 min 14 s      |
| 6. | Jan Hirt           | Tschechien             | Intermarché-Wanty-Gobert Matériaux | + 9 min 28 s      |
| 7. | Emanuel Buchmann   | Deutschland            | Bora-Hansgrohe                     | + 13 min 19 s     |
| 8. | Domenico Pozzovivo | Italien                | Intermarché-Wanty-Gobert Matériaux | + 17 min 29 s     |
| 9. | Hugh Carthy        | Vereinigtes Königreich | EF Education-EasyPost              | + 17 min 54 s     |
| 10. | Juan Pedro López   | Spanien                | Trek-Segafredo                     | + 18 min 40 s     |
| 11. | Alejandro Valverde | Spanien                | Movistar Team                      | + 23 min 24 s     |
| 12. | Santiago Buitrago  | Kolumbien              | Bahrain Victorious                 | + 24 min 23 s     |
| 13. | Lucas Hamilton     | Australien             | BikeExchange-Jayco                 | + 28 min 02 s     |
| 14. | Guillaume Martin   | Frankreich             | Cofidis                            | + 28 min 37 s     |
| 15. | Lorenzo Fortunato  | Italien                | Eolo-Kometa                        | + 33 min 15 s     |
| 16. | Pavel Sivakov      | Frankreich             | Ineos Grenadiers                   | + 41 min 43 s     |
| 17. | Wilco Kelderman    | Niederlande            | Bora-Hansgrohe                     | + 41 min 45 s     |
| 18. | Thymen Arensman    | Niederlande            | Team DSM                           | + 42 min 31 s     |
| 19. | Lennard Kämna      | Deutschland            | Bora-Hansgrohe                     | + 43 min 58 s     |
| 20. | Sam Oomen          | Niederlande            | Jumbo-Visma                        | + 1 h 04 min 22 s |

| Punktewertung | Punktewertung        | Punktewertung          | Punktewertung                   | Punktewertung |
| Fahrer        | Fahrer               | Land                   | Team                            | Punkte        |
| ------------- | -------------------- | ---------------------- | ------------------------------- | ------------- |
| 1.            | Arnaud Démare        | Frankreich             | Groupama-FDJ                    | 254 P.        |
| 2.            | Fernando Gaviria     | Kolumbien              | UAE Team Emirates               | 136 P.        |
| 3.            | Mark Cavendish       | Vereinigtes Königreich | Quick-Step Alpha Vinyl          | 132 P.        |
| 4.            | Mathieu van der Poel | Niederlande            | Alpecin-Fenix                   | 105 P.        |
| 5.            | Alberto Dainese      | Italien                | Team DSM                        | 95 P.         |
| 6.            | Dries De Bondt       | Belgien                | Alpecin-Fenix                   | 83 P.         |
| 7.            | Simone Consonni      | Italien                | Cofidis                         | 73 P.         |
| 8.            | Phil Bauhaus         | Deutschland            | Bahrain Victorious              | 72 P.         |
| 9.            | Koen Bouwman         | Niederlande            | Jumbo-Visma                     | 71 P.         |
| 10.           | Filippo Tagliani     | Italien                | Drone Hopper-Androni Giocattoli | 70 P.         |

| Bergwertung | Bergwertung       | Bergwertung | Bergwertung                        | Bergwertung |
| Fahrer      | Fahrer            | Land        | Team                               | Punkte      |
| ----------- | ----------------- | ----------- | ---------------------------------- | ----------- |
| 1.          | Koen Bouwman      | Niederlande | Jumbo-Visma                        | 294 P.      |
| 2.          | Giulio Ciccone    | Italien     | Trek-Segafredo                     | 163 P.      |
| 3.          | Alessandro Covi   | Italien     | UAE Team Emirates                  | 102 P.      |
| 4.          | Diego Rosa        | Italien     | Eolo-Kometa                        | 94 P.       |
| 5.          | Davide Formolo    | Italien     | UAE Team Emirates                  | 87 P.       |
| 6.          | Jai Hindley       | Australien  | Bora-Hansgrohe                     | 78 P.       |
| 7.          | Lennard Kämna     | Deutschland | Bora-Hansgrohe                     | 78 P.       |
| 8.          | Santiago Buitrago | Kolumbien   | Bahrain Victorious                 | 71 P.       |
| 9.          | Richard Carapaz   | Ecuador     | Ineos Grenadiers                   | 65 P.       |
| 10.         | Jan Hirt          | Tschechien  | Intermarché-Wanty-Gobert Matériaux | 57 P.       |

| Nachwuchswertung | Nachwuchswertung  | Nachwuchswertung       | Nachwuchswertung       | Nachwuchswertung  |
| Fahrer           | Fahrer            | Land                   | Team                   | Zeit              |
| ---------------- | ----------------- | ---------------------- | ---------------------- | ----------------- |
| 1.               | Juan Pedro López  | Spanien                | Trek-Segafredo         | 86 h 49 min 54 s  |
| 2.               | Santiago Buitrago | Kolumbien              | Bahrain Victorious     | + 5 min 43 s      |
| 3.               | Pavel Sivakov     | Frankreich             | Ineos Grenadiers       | + 23 min 03 s     |
| 4.               | Thymen Arensman   | Niederlande            | Team DSM               | + 23 min 51 s     |
| 5.               | Luca Covili       | Italien                | Bardiani CSF Faizanè   | + 1 h 11 min 44 s |
| 6.               | Gijs Leemreize    | Niederlande            | Jumbo-Visma            | + 1 h 41 min 00 s |
| 7.               | Wadim Pronski     | Kasachstan             | Astana Qazaqstan Team  | + 1 h 44 min 30 s |
| 8.               | Mauri Vansevenant | Belgien                | Quick-Step Alpha Vinyl | + 1 h 45 min 04 s |
| 9.               | Attila Valter     | Ungarn                 | Groupama-FDJ           | + 1 h 57 min 13 s |
| 10.              | Ben Tulett        | Vereinigtes Königreich | Ineos Grenadiers       | + 2 h 08 min 46 s |

| Mannschaftswertung | Mannschaftswertung                 | Mannschaftswertung           | Mannschaftswertung |
| Team               | Team                               | Land                         | Zeit               |
| ------------------ | ---------------------------------- | ---------------------------- | ------------------ |
| 1.                 | Bahrain Victorious                 | Bahrain                      | 259 h 48 min 12 s  |
| 2.                 | Bora-Hansgrohe                     | Deutschland                  | + 4 min 07 s       |
| 3.                 | Ineos Grenadiers                   | Vereinigtes Königreich       | + 1 h 22 min 29 s  |
| 4.                 | Intermarché-Wanty-Gobert Matériaux | Belgien                      | + 1 h 23 min 57 s  |
| 5.                 | Astana Qazaqstan Team              | Kasachstan                   | + 2 h 18 min 46 s  |
| 6.                 | Trek-Segafredo                     | Vereinigte Staaten           | + 2 h 21 min 10 s  |
| 7.                 | Jumbo-Visma                        | Niederlande                  | + 2 h 40 min 16 s  |
| 8.                 | UAE Team Emirates                  | Vereinigte Arabische Emirate | + 3 h 21 min 02 s  |
| 9.                 | BikeExchange-Jayco                 | Australien                   | + 3 h 29 min 58 s  |
| 10.                | Movistar Team                      | Spanien                      | + 3 h 39 min 45 s  |